# 1. Luckenwalder SC
Der 1. Luckenwalder Sportclub e. V. ist ein Sportverein aus Luckenwalde, dessen Sportler vornehmlich im Ringen aktiv sind. Die Vereinsfarben sind Blau-Gelb. Der Verein wurde am 14. Juni 1990 gegründet. Vorgängervereine waren die SG Dynamo Luckenwalde sowie der 1. Luckenwalder Athletenclub „Adler“ von 1897.
Der Verein zählt aktuell ca. 300 Mitglieder, hauptsächlich aktiv in der Abteilung Ringen, daneben auch im Handball, Kraftsport und Breitensport.
Der Verein hat eine überregionale Bedeutung im Ringkampfsport. Diese begründet sich durch die zahlreichen internationalen Erfolge der Luckenwalder Sportler bei nationalen Meisterschaften, Europa- und Weltmeisterschaften und Olympischen Spielen. Weiterhin war der 1. LSC von 2000 bis 2016 in der 1. Bundesliga im Ringen vertreten und konnte in dieser Zeit einen Titel als Deutschen Meister sowie vier Deutsche Vizemeistertitel erkämpfen.
Als Regionalstützpunkt des DRB, widmet sich der Verein vor allem und dabei sehr erfolgreich der Nachwuchsarbeit. Zur Förderung der jungen Athleten, Stärkung der regionalen Fokussierung und Vermeidung von wirtschaftlichen Fehlentwicklungen startet die 1. Männermannschaft aktuell in der Oberliga Sachsen-Anhalt. Auf den teuren Einkauf auswärtiger Athleten wird dabei bewusst verzichtet. In der Saison 2024/2025 konnte der 1. LSC die Oberliga Sachsen-Anhalt mit einem Altersdurchschnitt von nur 18 Jahren ungeschlagen gewinnen. Ein Viertel des 20-köpfigen Oberligakaders war dabei unter 16 Jahre alt.
Der Erfolg dieses Konzeptes zeigt sich vor allem auch in den Einzelerfolgen Luckenwalder Nachwuchsringer. Mehrere Deutsche Meister- und Vizemeistertitel konnten in jüngster Zeit errungen werden, vor allem im griechisch-römischen Stil und weiblichen Ringkampf.

## Geschichte

### Gründung und erste Jahre
Der Ringkampf zählt zu den ältesten Sportarten und wird bereits seit mehreren 1000 Jahren als eine Form des Wettkampfes ausgetragen. Belegt ist hier beispielsweise die Aufnahme der Sportart Ringen in die Olympischen Spiele der Antike 708 v. Chr. Mitte des 19. Jahrhunderts erlebte der Ringkampfsport ein Aufblühen in Deutschland. Durch herausragende Kraftleistungen und kämpferische Wettkämpfe wurden sensationelle Leistungen gezeigt und beflügelten Nachahmer. So kam es, dass 1897 im Luckenwalder „Tivoli“ Jahn Pohl auftrat, um dort starke Männer zu einem Zweikampf herauszufordern. Aus der daraus entstandenen Begeisterung wurde der 1. Luckenwalder Athletenclub „Adler 1897“ im Restaurant „Braband“ gegründet. Die beeinflussenden Mitglieder der ersten Jahre waren Karl Papritz, Adolf Schollbach, Ewald Schneider und Adolf Frank. Als Trainingsstätte diente den Athleten das Lokal „Querhammel“. Bevor eine erste Trainingsmatte gekauft werden konnte, wurde auf dem blanken Fußboden trainiert. Zu der damaligen Zeit existierten keine Gewichtsklassen. Die Sportler wurden in vier Leistungsklassen eingeteilt. Der Einstieg begann in der vierten Leistungsklasse. Durch Siege konnten sie sich für höhere Klassen qualifizieren.

## Erfolge bei internationalen Meisterschaften
| Olympische Spiele | Olympische Spiele | Olympische Spiele    | Olympische Spiele |         |
| Platzierung       | Platzierung       | Jahr                 | Sportler          | Stilart |
| ----------------- | ----------------- | -------------------- | ----------------- | ------- |
| Silber            | 1976              | Hans-Dieter Brüchert | FR                |         |
| Silber            | 1992              | Heiko Balz           | FR                |         |
| Teilnehmer        | 1968              | Peter Döring         | FR                |         |
| Teilnehmer        | 1968              | Horst Mayer          | FR                |         |
| Teilnehmer        | 1968              | Hartmut Puls         | GR                |         |
| Teilnehmer        | 1972              | Horst Mayer          | FR                |         |
| Teilnehmer        | 1972              | Udo Schröder         | FR                |         |
| Teilnehmer        | 1972              | Klaus Pohl           | GR                |         |
| Teilnehmer        | 1976              | Roland Gehrke        | FR                |         |
| Teilnehmer        | 1976              | Dietmar Hinz         | GR                |         |
| Teilnehmer        | 1976              | Fred Hempel          | FR                |         |
| Teilnehmer        | 1980              | Harald Büttner       | FR                |         |
| Teilnehmer        | 1980              | Roland Gehrke        | FR                |         |
| Teilnehmer        | 1980              | Detlef Kühn          | GR                |         |
| Teilnehmer        | 1980              | Armin Weier          | FR                |         |
| Teilnehmer        | 1988              | Volker Anger         | FR                |         |
| Teilnehmer        | 1988              | Karsten Polky        | FR                |         |
| Teilnehmer        | 1988              | Uwe Westendorf       | FR                |         |
| Teilnehmer        | 1992              | Karsten Polky        | FR                |         |
| Teilnehmer        | 1996              | Heiko Balz           | FR                |         |
| Teilnehmer        | 1996              | René Schiekel        | GR                |         |
| Teilnehmer        | 2012              | Nick Matuhin         | FR                |         |

| Weltmeisterschaften | Weltmeisterschaften | Weltmeisterschaften  | Weltmeisterschaften |
| Platzierung         | Jahr                | Sportler             | Stilart             |
| ------------------- | ------------------- | -------------------- | ------------------- |
| Gold                | 1978                | Harald Büttner       | FR                  |
| Gold                | 1981                | Roland Gehrke        | FR                  |
| Gold                | 1989                | Heiko Balz           | FR*                 |
| Silber              | 1973                | Karl-Heinz Stahr     | FR                  |
| Silber              | 1975                | Roland Gehrke        | FR                  |
| Silber              | 1977                | Harald Büttner       | FR                  |
| Silber              | 1979                | Roland Gehrke        | FR                  |
| Silber              | 1985                | Roland Dudziak       | FR                  |
| Silber              | 1986                | Mirko Jahn           | GR                  |
| Silber              | 1987                | Jan Ulbrich          | GR*                 |
| Silber              | 1988                | Jan Ulbrich          | GR*                 |
| Silber              | 1989                | Morcos Keller        | FR*                 |
| Silber              | 1990                | Marco Junker         | FR*                 |
| Bronze              | 1973                | Hermann Wolter       | GR                  |
| Bronze              | 1973                | Klaus Dünnebeil      | GR                  |
| Bronze              | 1973                | Roland Gehrke        | FR*                 |
| Bronze              | 1974                | Harald Büttner       | FR                  |
| Bronze              | 1974                | Hans-Dieter Brüchert | FR                  |
| Bronze              | 1987                | Uwe Westendorf       | FR                  |
| Bronze              | 1988                | Frank Stübner        | GR*                 |
| Bronze              | 1989                | Karsten Polky        | FR                  |
| Bronze              | 1991                | Heiko Balz           | FR                  |
| Bronze              | 1993                | Heiko Balz           | FR                  |
| Bronze              | 2014                | Ilja Matuhin         | FR*                 |

| Europameisterschaften | Europameisterschaften | Europameisterschaften | Europameisterschaften |
| Platzierung           | Jahr                  | Sportler              | Stilart               |
| --------------------- | --------------------- | --------------------- | --------------------- |
| Gold                  | 1966                  | Klaus Pohl            | GR                    |
| Gold                  | 1974                  | Harald Büttner        | FR                    |
| Gold                  | 2006                  | Felix Menzel          | FR*                   |
| Silber                | 1967                  | Hartmut Puls          | GR                    |
| Silber                | 1970                  | Dieter Illner         | FR*                   |
| Silber                | 1974                  | Hans-Dieter Brüchert  | FR                    |
| Silber                | 1974                  | Benno Paulitz         | FR                    |
| Silber                | 1974                  | Dieter Heuer          | GR                    |
| Silber                | 1975                  | Harald Büttner        | FR                    |
| Silber                | 1976                  | Roland Gehrke         | FR                    |
| Silber                | 1976                  | Ralf Thieme           | GR*                   |
| Silber                | 1979                  | Roland Gehrke         | FR                    |
| Silber                | 1983                  | Roland Gehrke         | FR                    |
| Silber                | 1984                  | Karsten Polky         | FR*                   |
| Silber                | 1985                  | Hans-Peter Franz      | FR                    |
| Silber                | 1986                  | Mirko Jahn            | GR*                   |
| Silber                | 1986                  | Detlef John           | FR*                   |
| Silber                | 1987                  | Karsten Polky         | FR                    |
| Silber                | 1988                  | Jan Ulbrich           | GR*                   |
| Silber                | 1988                  | Karsten Polky         | FR                    |
| Silber                | 1989                  | Karsten Polky         | FR                    |
| Silber                | 1990                  | Karsten Polky         | FR                    |
| Silber                | 1992                  | Olrik Meißner         | GR*                   |
| Silber                | 1996                  | Heiko Balz            | FR                    |
| Silber                | 2001                  | Julia Bressem         | weibl.*               |
| Silber                | 2007                  | Nick Matuhin          | FR*                   |
| Silber                | 2018                  | Martin Obst           | FR                    |
| Silber                | 2021                  | Richard Schröder      | FR*                   |
| Silber                | 2021                  | Joshua Morodion       | FR*                   |
| Bronze                | 1967                  | Klaus Pohl            | GR                    |
| Bronze                | 1970                  | Klaus Dünnebeil       | GR*                   |
| Bronze                | 1973                  | Benno Paulitz         | FR                    |
| Bronze                | 1973                  | Harald Büttner        | FR                    |
| Bronze                | 1974                  | Gerald Brauer         | FR                    |
| Bronze                | 1974                  | Roland Gehrke         | FR*                   |
| Bronze                | 1975                  | Dieter Heuer          | GR                    |
| Bronze                | 1976                  | Hans-Dieter Brüchert  | FR                    |
| Bronze                | 1976                  | Fred Hempel           | FR                    |
| Bronze                | 1978                  | Thomas Wenzel         | FR*                   |
| Bronze                | 1978                  | Carsten Höntschke     | FR*                   |
| Bronze                | 1978                  | Dietmar Hinz          | GR                    |
| Bronze                | 1980                  | Harald Büttner        | FR                    |
| Bronze                | 1981                  | Roland Gehrke         | FR                    |
| Bronze                | 1984                  | Mike Jesse            | FR*                   |
| Bronze                | 1987                  | Jörg Kotte            | GR                    |
| Bronze                | 1988                  | Heiko Balz            | FR*                   |
| Bronze                | 1991                  | Heiko Balz            | FR                    |
| Bronze                | 2002                  | Monique Schröder      | weibl.*               |
| Bronze                | 2010                  | Philipp Herzog        | FR*                   |
| Bronze                | 2011                  | Katrin Henke          | weibl.*               |
| Bronze                | 2013                  | Katrin Henke          | weibl.*               |

FR = Freistil, GR = Griechisch-Römisch, weibl.* = weibliche Jugend, * = Jugendmeisterschaften

## Saisonstatistiken
| Platzierungen seit 2000 | Platzierungen seit 2000                      | Platzierungen seit 2000 | Platzierungen seit 2000     |
| Saison                  | Liga (Klasse)                                | Vorrunde                | Play-offs                   |
| ----------------------- | -------------------------------------------- | ----------------------- | --------------------------- |
| 2000/01                 | Ringer-Bundesliga Nord (I)                   | Platz 5 (von 10)        |                             |
| 2001/02                 | Ringer-Bundesliga Nord (I)                   | Platz 2 (von 10)        | Viertelfinale               |
| 2002/03                 | Ringer-Bundesliga Nord (I)                   | Platz 1 (von 09)        | Halbfinale                  |
| 2003/04                 | Ringer-Bundesliga Nord (I)                   | Platz 1 (von 09)        | Viertelfinale               |
| 2004/05                 | Ringer-Bundesliga Nord (I)                   | Platz 1 (von 09)        | Deutscher Vizemeister       |
| 2005/06                 | Ringer-Bundesliga Nord (I)                   | Platz 1 (von 08)        | Deutscher Meister           |
| 2006/07                 | Ringer-Bundesliga Nordost (I)                | Platz 1 (von 06)        | Deutscher Vizemeister       |
| 2007/08                 | Ringer-Bundesliga Nord (I)                   | Platz 1 (von 08)        | Deutscher Vizemeister       |
| 2008/09                 | Ringer-Bundesliga Nord (I)                   | Platz 1 (von 08)        | Deutscher Vizemeister       |
| 2009/10                 | Ringer-Bundesliga Ost (I)                    | Platz 1 (von 10)        | Viertelfinale               |
| 2010/11                 | Ringer-Bundesliga Ost (I)                    | Platz 2 (von 10)        | Viertelfinale               |
| 2011/12                 | Ringer-Bundesliga Ost (I)                    | Platz 3 (von 09)        | Viertelfinale               |
| 2012/13                 | Ringer-Bundesliga Nord (I)                   | Platz 4 (von 08)        | Viertelfinale               |
| 2013/14                 | Ringer-Bundesliga Nord (I)                   | Platz 4 (von 09)        | Viertelfinale               |
| 2014/15                 | Ringer-Bundesliga Nord (I)                   | Platz 4 (von 07)        | Viertelfinale               |
| 2015/16                 | Ringer-Bundesliga Nord (I)                   | Platz 4 (von 06)        | 3. Gruppenvorkampf; Rückzug |
| 2016/17                 | Oberliga Mitteldeutschland, Gruppe A (IV)    | Platz 4 (von 04)        |                             |
| 2017/18                 | Landesliga Sachsen-Anhalt, Gruppe Nord (III) | Platz 2 (von 05)        | Aufstiegskämpfe gewonnen    |
| 2018/19                 | Regionalliga Mitteldeutschland (II)          | Platz 3 (von 09)        |                             |
| 2019/20                 | Regionalliga Mitteldeutschland (II)          | Platz 5 (von 10)        |                             |
| 2020/21                 | Regionalliga Mitteldeutschland (II)          | Saisonabbruch           | Saisonabbruch               |
| 2021/22                 | Regionalliga Mitteldeutschland (II)          | Saisonabbruch           | Saisonabbruch               |
| 2022/23                 | Regionalliga Mitteldeutschland (III)         | Platz 6 (von 7)         |                             |
| 2023/24                 | Regionalliga Mitteldeutschland (III)         | Platz 7 (von 8)         |                             |